# Pawłowka (rejon ugłowski)
Pawłowka (ros. Павловка) – wieś (sieło) w Rosji, w Kraju Ałtajskim, w rejonie ugłowskim. W 2010 liczyła 1057 mieszkańców.